# Smilicerus
Smilicerus là một chi bọ cánh cứng trong họ 
Elateridae.
Chi này được miêu tả khoa học năm 1860 bởi Candèze.

## Các loài
Các loài trong chi này gồm:
- Smilicerus belti Sharp, 1880
- Smilicerus bitinctus Candèze, 1860
- Smilicerus boliviensis Fleutiaux, 1940
- Smilicerus prenolobinatus
- Smilicerus sallei Candèze, 1860
- Smilicerus zonatus Candèze, 1881